# Unterschümmerich II
Unterschümmerich II ist ein Ort in der Gemeinde Lindlar im Oberbergischen Kreis im Regierungsbezirk Köln in Nordrhein-Westfalen (Deutschland).

## Lage und Beschreibung
Der Ort liegt westlich von Lindlar und Linde. Die zum Ort führende Straße wird mit „Linde-Schümmerich“ bezeichnet. Nachbarorte sind Reudenbach, Unterommer, Schlürscheid, und Diepenbach. Unterschümmerich II darf nicht mit dem südlich von Lindlar im Tal des Vossbrucher Baches liegenden gleichnamigen Wohnplatz Unterschümmerich verwechselt werden.

## Geschichte
Der Name Schümmerich leitet sich von „Schumm“, einem brach liegenden Stück Land ab. Wie zum Beispiel eine mit Gras bewachsene und wenig fruchtbare Flur.
In der Karte Topographische Aufnahme der Rheinlande von 1824 wird Unterschümmerich II auf umgrenztem Hofraum mit 6 getrennt voneinander liegenden Gebäudegrundrissen dargestellt und mit „Schümmerich“ benannt. In der Preußischen Uraufnahme von 1844 lautet die Ortsbezeichnung „zu Schümrich“. Die Ortsbezeichnung Unterschümrich II wird in den topografischen Karten seit 1893 verwendet.

## Busverbindungen
Über die im Nachbarort Unterommer gelegene Haltestelle der Linie 335 ist Unterschümmerich II an den öffentlichen Personennahverkehr angebunden.